# Mîșleatîci, Mostîska
Mîșleatîci (în ucraineană Мишлятичі) este localitatea de reședință a comunei Mîșleatîci din raionul Mostîska, regiunea Liov, Ucraina.

## Demografie
Componența lingvistică a localității Mîșleatîci
     Ucraineană (96,64%)
     Alte limbi (0,16%)
Conform recensământului din 2001, majoritatea populației localității Mîșleatîci era vorbitoare de ucraineană (96,64%), existând în minoritate și vorbitori de polonă (3,2%).